# Liste der Abgeordneten zur provisorischen Salzburger Landesversammlung
Diese Liste der Abgeordneten zur provisorischen Salzburger Landesversammlung listet alle Abgeordneten zur provisorischen Salzburger Landesversammlung auf.
Nachdem die Auflösung Österreich-Ungarns im Oktober 1918 begonnen hatte, konstituierten sich im November 1918 provisorische Landtage in den Ländern des verbliebenen „Deutschösterreichs“. Auch im Land Salzburg konstituierte sich auf Grund des Auftrages des Vollzugsausschusses der provisorischen Nationalversammlung am 3. November 1918 unter Vorsitz von Johann Lackner, Robert Preußler und Max Ott die aus 38 Mitgliedern bestehende Landesversammlung. Die Zusammensetzung erfolgte auf Grund des Ergebnisses der Reichstagswahl im Jahr 1911. Auf die Christlichsoziale Partei (CSP) entfielen demnach 19 Mandate. 10 Mandate erhielten die Deutschfreiheitlichen (DFP) und 9 Mandate die Sozialdemokratische Arbeiterpartei Deutschösterreichs (SDAPDÖ).
Bis zur ersten Vollsitzung erfolgten noch Änderungen in der Zusammensetzung der Abgeordneten. Von der SDAPDÖ wurde Wenzel Müller durch Eduard Baumgartner ersetzt, bei der CSP ersetzten Nikolaus Gumpold und Josef Piesinger die Abgeordneten Leonhard Steinwender und Alois Posch.

## Funktionen

### Landespräsidenten
In der konstituierenden Sitzung wurden am 7. November 1918 Alois Winkler, Max Ott und Robert Preußler zu den Präsidenten der provisorischen Landesversammlung gewählt. Winkler erhielt dabei 30 von 31 abgegebenen Stimmen (nachdem er sich nicht selbst gewählt hatte), Ott und Preußler jeweils 31 Stimmen. Zu ihren Stellvertretern bzw. zu den Vizepräsidenten wurden Johann Lackner, Karl Irresberger und Josef Breitenfelder gewählt.
Nach dem Gesetz vom 14. November 1918 betreffend die Übernahme der Staatsgewalt in den Ländern trat an die Stelle der Bezeichnung „Landespräsident“ die Bezeichnung Landeshauptmann. Nach diesem Gesetz waren neben dem Landeshauptmann zudem zwei bis vier Landeshauptmann-Stellvertreter zu wählen, wobei in der Folge in der 5. Sitzung vom 29. November 1918 ein Landeshauptmann und drei Stellvertreter gewählt wurden. Sie bildeten zusammen mit 6 Landesräten die Landesregierung Winkler, wobei der Landeshauptmann mit seinen Stellvertretern in der Folge den Vorsitz im Landtag führten.

### Landtagsabgeordnete
| Name                     | Fraktion | Anmerkung                                                                |
| ------------------------ | -------- | ------------------------------------------------------------------------ |
| Angelberger Bartholomäus | CSP      |                                                                          |
| Baumgartner Eduard       | SDAPDÖ   |                                                                          |
| Breitenfelder Josef      | SDAPDÖ   |                                                                          |
| Christoph Anton          | DFP      |                                                                          |
| Emminger Karl            | SDAPDÖ   |                                                                          |
| Etter Daniel             | CSP      |                                                                          |
| Gaubinger Josef          | SDAPDÖ   |                                                                          |
| Gmachl Johann            | DFP      |                                                                          |
| Gumpold Nikolaus         | CSP      |                                                                          |
| Haagn Julius             | DFP      |                                                                          |
| Hasenauer Johann         | CSP      |                                                                          |
| Haslauer Johann          | CSP      |                                                                          |
| Hölzl Alois              | CSP      |                                                                          |
| Huber Johann             | CSP      |                                                                          |
| Hueber Anton             | DFP      |                                                                          |
| Irresberger Karl         | DFP      |                                                                          |
| Keil Alois               | SDAPDÖ   |                                                                          |
| Kreuzberger Melchior     | CSP      |                                                                          |
| Lackner Johann           | CSP      |                                                                          |
| Leukert Heinrich         | SDAPDÖ   |                                                                          |
| Mühlberger Hans          | SDAPDÖ   |                                                                          |
| Nitzinger Johann         | CSP      |                                                                          |
| Ott Max                  | DFP      |                                                                          |
| Perner Jakob             | CSP      |                                                                          |
| Piesinger Josef          | CSP      |                                                                          |
| Posch Alois              | CSP      |                                                                          |
| Preis Josef              | CSP      |                                                                          |
| Preußler Robert          | SDAPDÖ   |                                                                          |
| Rainer Josef             | CSP      |                                                                          |
| Rehrl Franz              | CSP      |                                                                          |
| Rottensteiner Alois      | CSP      |                                                                          |
| Schaschko Leopold        | DFP      |                                                                          |
| Schernthanner Wilhelm    | CSP      |                                                                          |
| Steinwender Leonhard     | CSP      |                                                                          |
| Stöllner Sebastian       | CSP      | vom Freiheitlichen Salzburger Bauernbund auf der Liste der SCP nominiert |
| Stölzel Arthur           | DFP      |                                                                          |
| Wagner Hans              | DNSAP    |                                                                          |
| Wimmer Viktor            | DFP      |                                                                          |
| Winkler Alois            | CSP      |                                                                          |
| Witternigg Josef         | SDAPDÖ   |                                                                          |

## Ausschüsse
In der konstituierenden Sitzung wurden 13 Ausschüsse gebildet, denen jeweils eine unterschiedliche Anzahl an Mitgliedern angehörte. Die dreizehn Ausschüsse waren der Finanzausschuss, der Verwaltungsausschuss, der Schulausschuss, der Verfassungsausschuss, der Gewerbeausschuss, der Landwirtschaftsausschuss, der Verkehrsausschuss, der Ernährungsausschuss, der Militärausschuss, der Untersuchungsausschuss, der Wohlfahrtsausschuss, der Disziplinarausschuss und der Überwachungsausschuss.